# Меняйловка
Меняйловка (укр. Міняйлівка) — село, относится к Саратскому району Одесской области Украины. Протекает река Копчак.
Население по переписи 2001 года составляло 1645 человек. Почтовый индекс — 68210. Телефонный код — 4848. Занимает площадь 2,62 км². Код КОАТУУ — 5124582301.

## История
В 1945 г. Указом ПВС УССР село Манжа переименовано в Меняйловку.

## Местный совет
68210, Одесская обл., Саратский р-н, с. Меняйловка, ул. Школьная, 18